# Homero Aridjis
Homero Aridjis, född 6 april 1940 i Contepec, Michoacán, Mexiko, är en mexikansk  författare, miljöaktivist, poet och diplomat.
Homero Aridjis debuterade som poet 1966 och gav ut sin första roman 1978. Han har publicerat mer än fyrtio böcker och blivit översatt till ett dussin språk. Han har tilldelats Xavier Villaurrutia-priset (1964) och ett flertal andra priser. Han är även verksam som journalist och har tjänstgjort som ambassadör i flera länder, bland annat i Schweiz. 1985 var han med och bildade Grupo de los Cien som består av hundra konstnärer och intellektuella som är engagerade i miljöproblemen. Åren 1997-2003 var Homero Aridjis ordförande i internationella PEN-klubben.

## Svenska översättningar
- Dagbok utan namn (dikter i urval) (översättning Pierre Zekeli, Norstedts, 1986)
- 1492: Juan Cabezóns liv och levnad i Kastilien (roman) (1492: vida y tiempos de Juan Cabezón de Castilla) (översättning Elisabeth Helms, Gedins, 1988)
- Från nya världen (roman) (Memorias del nuevo mundo) (översättning Elisabeth Helms, Gedins, 1989)
- Brev från Mexiko (dikter i urval) (översättning Lasse Söderberg, Gedins, 1991)